# Scorpiodinipora bernardii
Scorpiodinipora bernardii är en mossdjursart. Scorpiodinipora bernardii ingår i släktet Scorpiodinipora och familjen Celleporidae.
Artens utbredningsområde är Röda havet. Inga underarter finns listade i Catalogue of Life.